# Горчаковщина
Горчако́вщина — деревня в Иссадском сельском поселении Волховского района Ленинградской области.

## История
На карте Санкт-Петербургской губернии Ф. Ф. Шуберта 1834 года обозначена деревня  Горчаковщина и близ неё ряд имений: Помещика Богданова, Помещика Неворчалова, Помещика Протопопова и Помещика Бестужева.

ПОДБЕРЕЖЬЕ — сельцо принадлежит губернскому секретарю Богданову, число жителей по ревизии: 11 м. п., 8 ж. п.. (1838 год)

На карте профессора С. С. Куторги 1852 года отмечена деревня Горчаковщина.

ГОРЧАКОВЩИНА — деревня господина Сабо, по просёлочной дороге, число дворов — 4, число душ — 20 м. п. (1856 год)

ГОРЧАКОВЩИНА — деревня владельческая при реке Волхове, число дворов — 3, число жителей: 18 м. п., 19 ж. п.

ПОДБЕРЕЖЬЕ (ГОРЧАКОВЩИНА) — мыза владельческая при реке Волхове, число дворов — 2, число жителей: 3 м. п., 7 ж. п. (1862 год)

В 1877—1881 годах временнообязанные крестьяне деревни выкупили свои земельные наделы у С. Н. Сабо и стали собственниками земли.
Согласно материалам по статистике народного хозяйства Новоладожского уезда 1891 года одно имение при селении Горчаковщина площадью 20 десятин принадлежало наследникам полковника П. А. Богданова, оно было приобретено в 1884 году за 450 рублей, второе имение принадлежало действительному статскому советнику Д. Ф. Попкову, имение было приобретено до 1868 года, площадь не указана, третье имение площадью 103 десятины принадлежало купцу И. Т. Тимофееву, имение было приобретено в 1884 году за 825 рублей.
В конце XIX — начале XX века деревня административно относилась к Иссадской волости 2-го стана Новоладожского уезда Санкт-Петербургской губернии.
Согласно военно-топографической карте Петроградской и Новгородской губерний издания 1915 года в деревне Горчаковщина находилось несколько мыз.
С 1917 по 1921 год деревня Горчаковщина входила в состав Горчаковского сельсовета Иссадской волости Новоладожского уезда.
С 1922 года в составе Гутовского сельсовета.
С 1923 года в составе Октябрьской волости Волховского уезда.
С 1924 года в составе Чернавинского сельсовета.
Согласно данным переписи населения СССР 1926 года в деревне Горчаковщина проживали 54 человека — все русские.
С 1927 года в составе Волховского района.
С 1930 года в составе Иссадского сельсовета.
По данным 1933 года деревня Горчаковщина входила в состав Иссадского сельсовета Волховского района.
В 1939 году население деревни Горчаковщина составляло 81 человек.

План деревни Горчаковщина. 1941 год

Согласно топографической карте РККА 1941 года деревня насчитывала 17 дворов.
С 1946 года в составе Новоладожского района.
С 1954 года в составе Иссадского сельсовета.
В 1958 году население деревни Горчаковщина составляло 41 человек.
С 1963 года вновь в составе Волховского района.
По данным 1966, 1973 и 1990 годов деревня Горчаковщина также входила в состав Иссадского сельсовета.
В 1997 году в деревне Горчаковщина Иссадской волости проживали 5 человек, в 2002 году — 6 человек (все русские).
В 2007 году в деревне Горчаковщина Иссадского СП — также 6.

## География
Деревня находится в северной части района к югу от центра поселения деревни Иссад на правом берегу реки Волхов.
Через деревню проходит автодорога 41К-059 (Волхов — Бабино — Иссад). Расстояние до административного центра поселения — 7 км.
Расстояние до ближайшей железнодорожной станции Волховстрой I — 30 км.
У северной окраины деревни, на реке Любаша вблизи её впадения в Волхов, расположен Горчаковщинский водопад высотой 4 м — самый высокий водопад Ленинградской области.

## Демография
| 1862 | 2002 | 2007 | 2010 | 2017 |
| ---- | ---- | ---- | ---- | ---- |
| 47   | ↘6   | →6   | ↗9   | ↗14  |

### Национальный состав
Согласно данным Всероссийской переписи населения 2021 года в деревне проживали 9 человек, все русские.